# FP-Klasse
Die FP-Klasse (Flower-Palmette-Class) ist eine den Augenschalen verwandte Sonderform der attischen Kylix.
Charakteristisch für die FP-Klasse ist die Verzierung der Schalen unter den Henkeln mit Blüten, neben denen eine große, horizontal angebrachte schwarze Palmette sowie mehrere kleinere Seitenpalmetten und Voluten aufgemalt werden. Diese Verzierungen ersetzen die bei Schalen dieses Typs eigentlich aufgebrachten Augen.